# Oleg Walerjewitsch Chodkow
Oleg Walerjewitsch Chodkow (russisch Олег Валерьевич Ходьков, * 5. April 1974 in Krasnodar) ist Direktor des russischen Vereins SKIF Krasnodar und ehemaliger russischer Handballspieler, der zumeist auf Rückraum links eingesetzt wurde.
Der 1,96 m große Oleg Chodkow begann in seiner Heimatstadt mit dem Handballspiel. Mit SKIF Krasnodar wurde er 1998 Dritter der Super League. 1999 wechselte er in die deutsche Handball-Bundesliga zum VfL Gummersbach, bei dem er hinter Yoon Kyung-shin zum zweitbesten Torschützen avancierte. In seinen beiden Spielzeiten warf er 156 und 153 Tore. 2001 schloss er sich Bidasoa Irún an, ehe er 2003 in seine Heimat zurückkehrte.
In der russischen Nationalmannschaft debütierte Chodkow 1995. Bei der Weltmeisterschaft 1999 wurde er Vizeweltmeister hinter Schweden. Bei der Europameisterschaft 2000 unterlag er erneut den Skandinaviern im Finale. Bei den Olympischen Spielen 2000 gewann er die Goldmedaille, durch einen Sieg über das schwedische Team. Für den Olympiasieg erhielt er die Auszeichnung Verdienter Meister des Sports Russlands (Заслуженный мастер спорта России). Er bekam auch die Medaille für herausragende Verdienste zur Entwicklung der Region Kuban.(медалью «За выдающийся вклад в развитие Кубани»)
Chodkow gewann im Jahr 1995 mit Russland die U-21-Weltmeisterschaft.
Im Vorfeld der Olympischen Winterspiele 2014 in Sotschi trug Oleg Chodkow die olympische Fackel durch Krasnodar.